# La Cala del Moral
La Cala del Moral est un village de la commune de Rincón de la Victoria situé dans la communauté autonome d'Andalousie, dans la province de Malaga, en Espagne.